# Julian Gërxho
Julian Gërxho (Fier, 22 gennaio 1985) è un ex calciatore albanese, di ruolo centrocampista.